# 男鹿市立鵜木小学校
男鹿市立鵜木小学校（おがしりつ うのきしょうがっこう）は、秋田県男鹿市鵜木にあった公立小学校。学校区は、男鹿市東部、おおむね、八郎潟西岸中部であった。  

## 概要
1875年創立の伝統校。2015年に男鹿市立美里小学校に統合されたが、校舎は引き続き鵜木の宇宙船型校舎を使用している。元プロ野球選手落合博満の母校として知られている。 
- 敷地面積：m2
- 校舎面積：m2
- 屋内運動場面積：m2
- 屋外運動場面積:  m2

## 教育目標
「夢をもち，心豊かに，進んで学び続ける子どもの育成」 ～宇宙船！はるかな夢を求めて～
- う うきうき
- の のびのび
- き きびきび・気分よく

## 沿革
以下、注釈の無い項目は男鹿市役所の公式サイトの情報によるもの。
- 1875年　学校創立、鵜木小学校と称し、福米沢・角間崎に分校設置
- 1887年　校名を鵜木尋常小学校と改称
- 1888年　新校舎落成、開校式挙行
- 1904年　高等科併置認可
- 1917年　新校舎落成式挙行
- 1939年　男鹿地震・校舎大破損
- 1941年　	鵜木国民学校と改称
- 1947年　　鵜木小学校と改称(鵜木中学校設置)
- 1953年　子ども信用協同組合設立
- 1956年 　払戸・潟西両村合併により琴浜村立鵜木小学校と改称
- 1960年　新校舎落成式挙行
- 1970年　子ども信用協同組合が大蔵省・日本銀行総裁賞受賞、町制施行により若美町立鵜木小学校と改称
- 1974年　創立百周年記念式挙行、鼓笛隊編成
- 1988年　新校舎落成式挙行・グラウンドピアノ披露
- 1993年　相撲部東北大会出場
- 1994年　ミニバスケットボール部東北大会出場
- 1998年　第18回全日本学童軟式野球秋田大会優勝、高円宮賜杯第18回全日本学童軟式野球大会出場(水戸市)
- 1999年　第8回小学生ドッジボール選手権東北大会ベスト8
- 2003年　第22回秋田県綱引き大会小学校女子の部準優勝
- 2005年　市町村合併により、男鹿市立鵜木小学校と改称
- 2009年　ビオトープ完成
- 2015年 校名が男鹿市立美里小学校となる

## 校章
校章のページを参照

## 校歌
- 柴田金雄 作詞、谷信一 作曲

## スポーツ少年団
- 野球
- バスケット
- 相撲

## 主な進学先
- 男鹿市立潟西中学校

## 最寄駅
- 脇本駅

## アクセス
- 男鹿市内路線バス　潟西線　道村下車

## 著名出身者
- 落合博満 （野球選手、中日監督）

## 学区内周辺

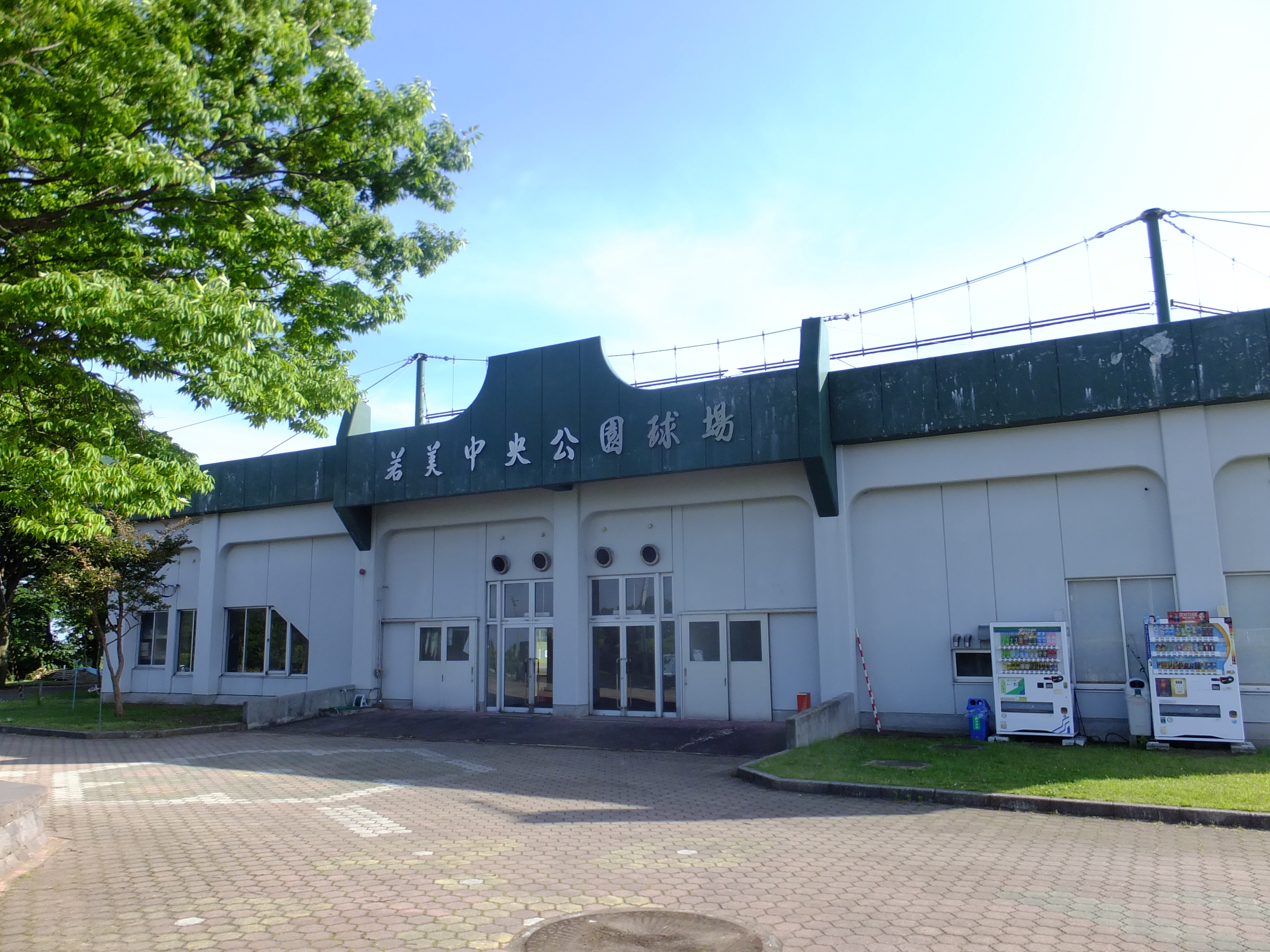
男鹿市若美中央公園野球場
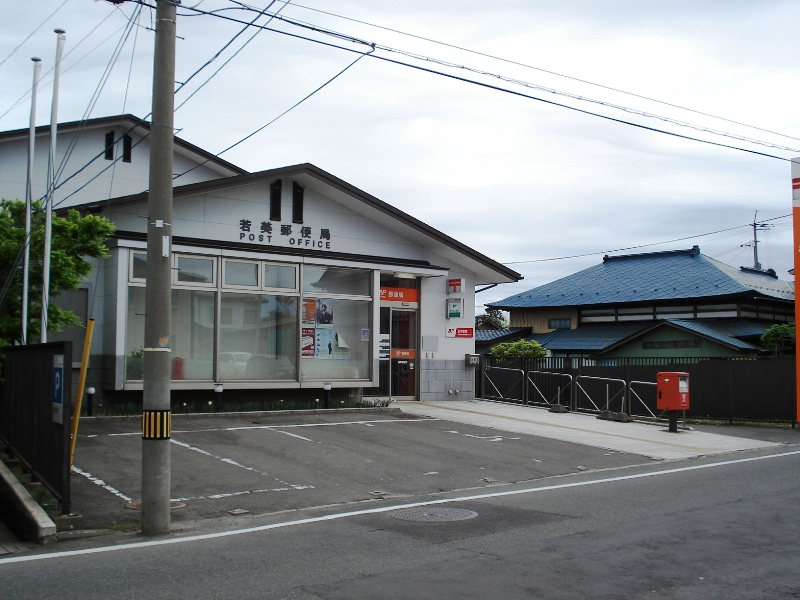
若美郵便局
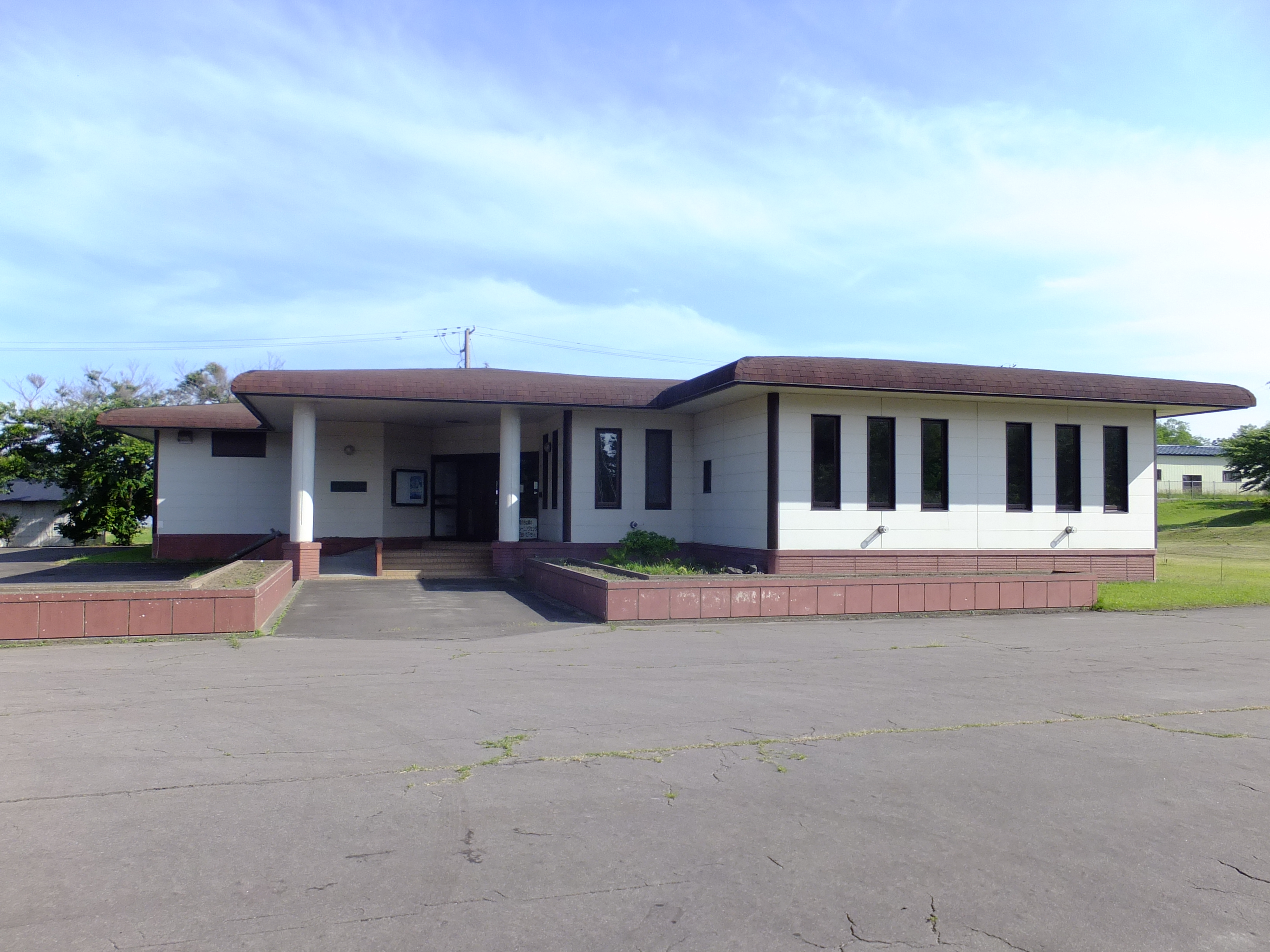
若美ふるさと資料館
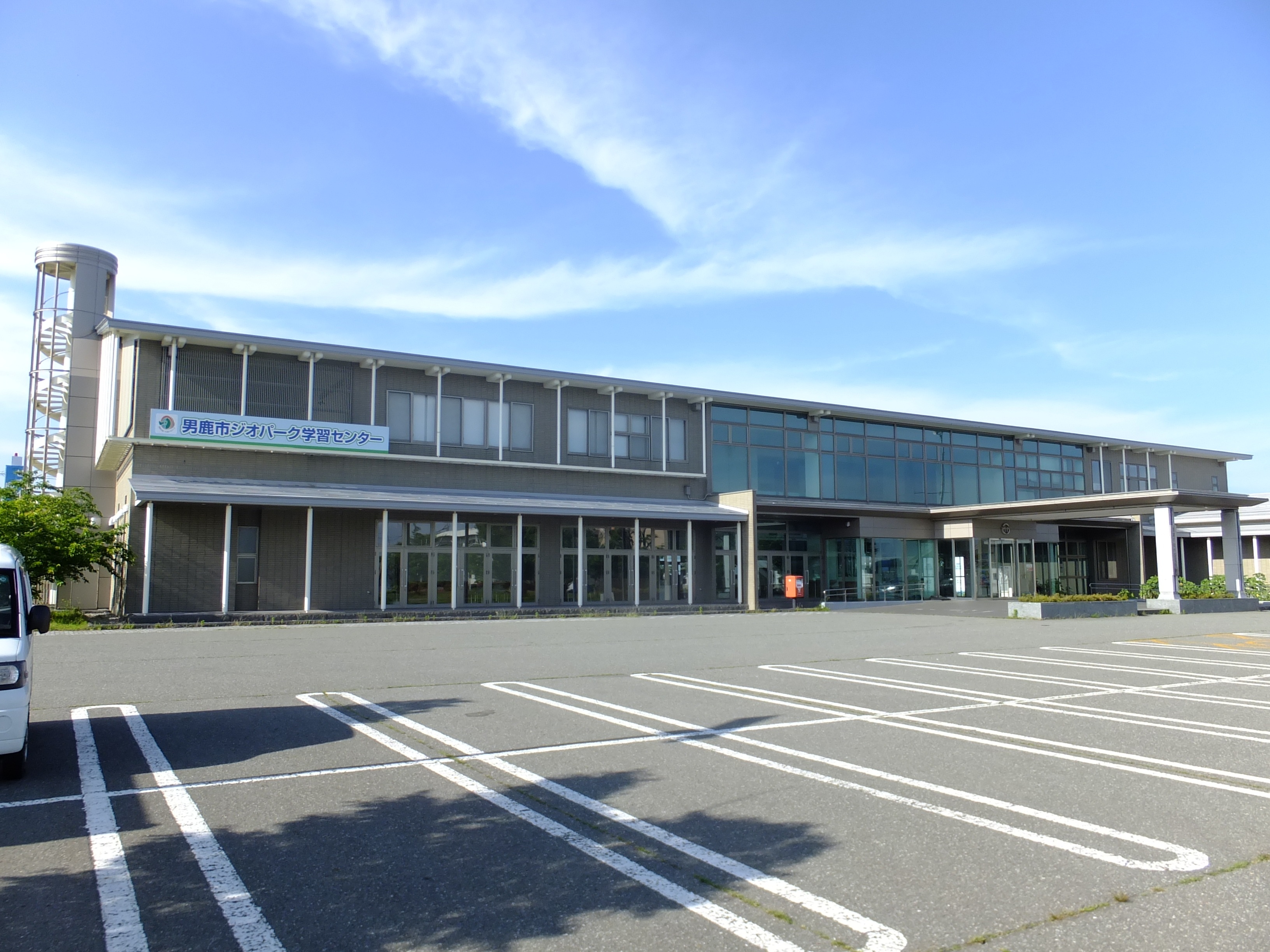
男鹿市役所若美支所
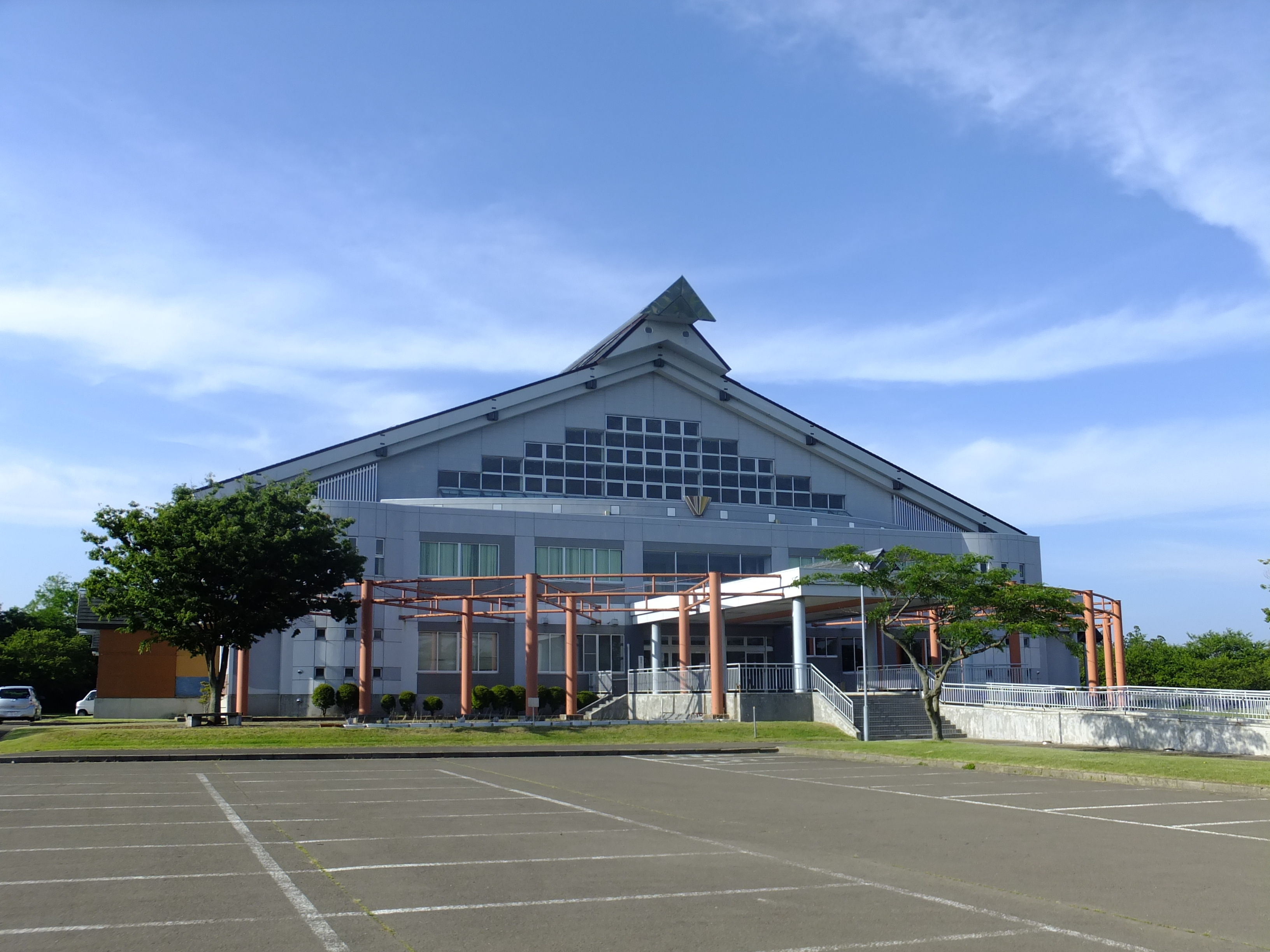
男鹿市若美総合体育館
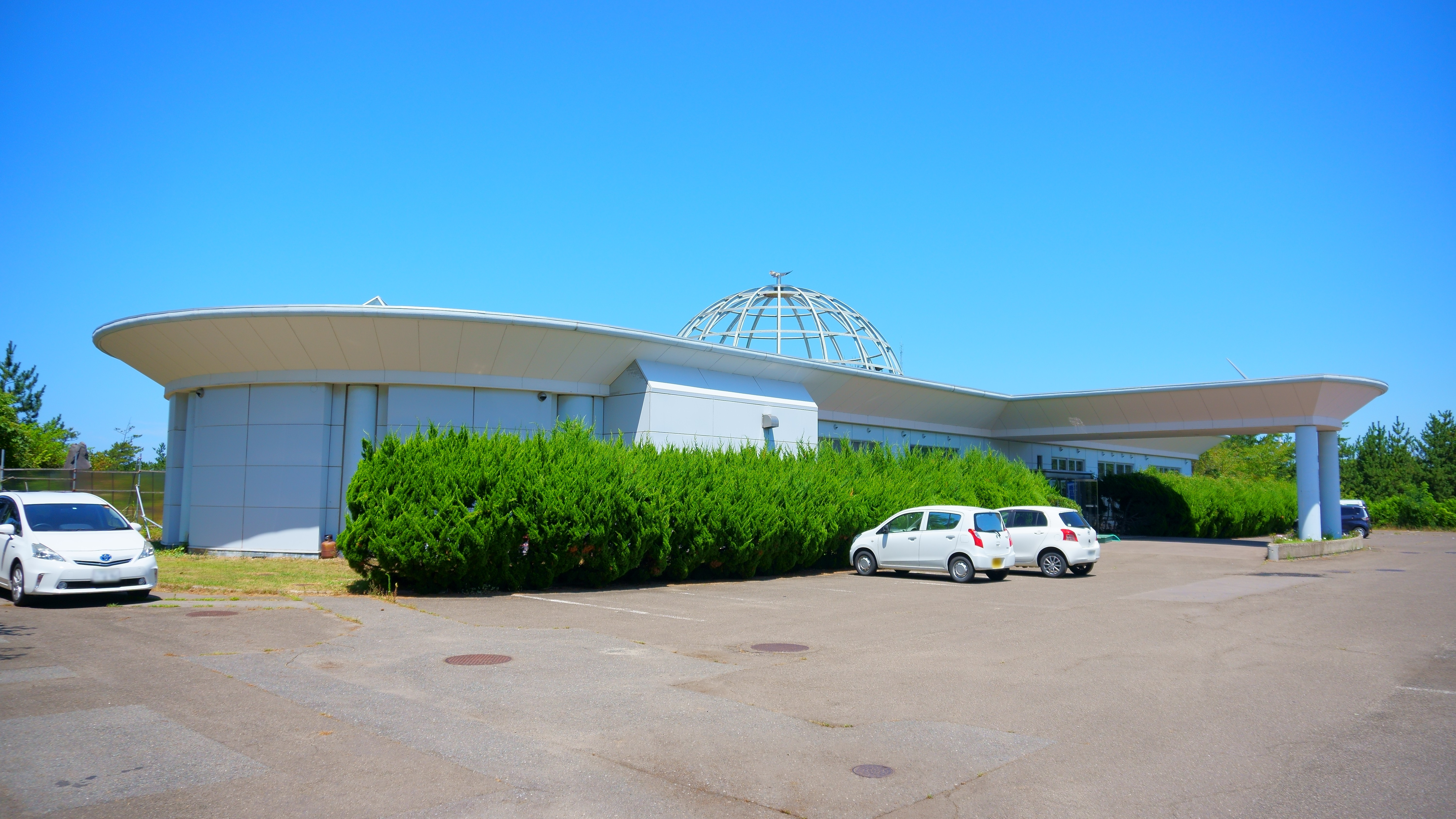
夕陽温泉WAO
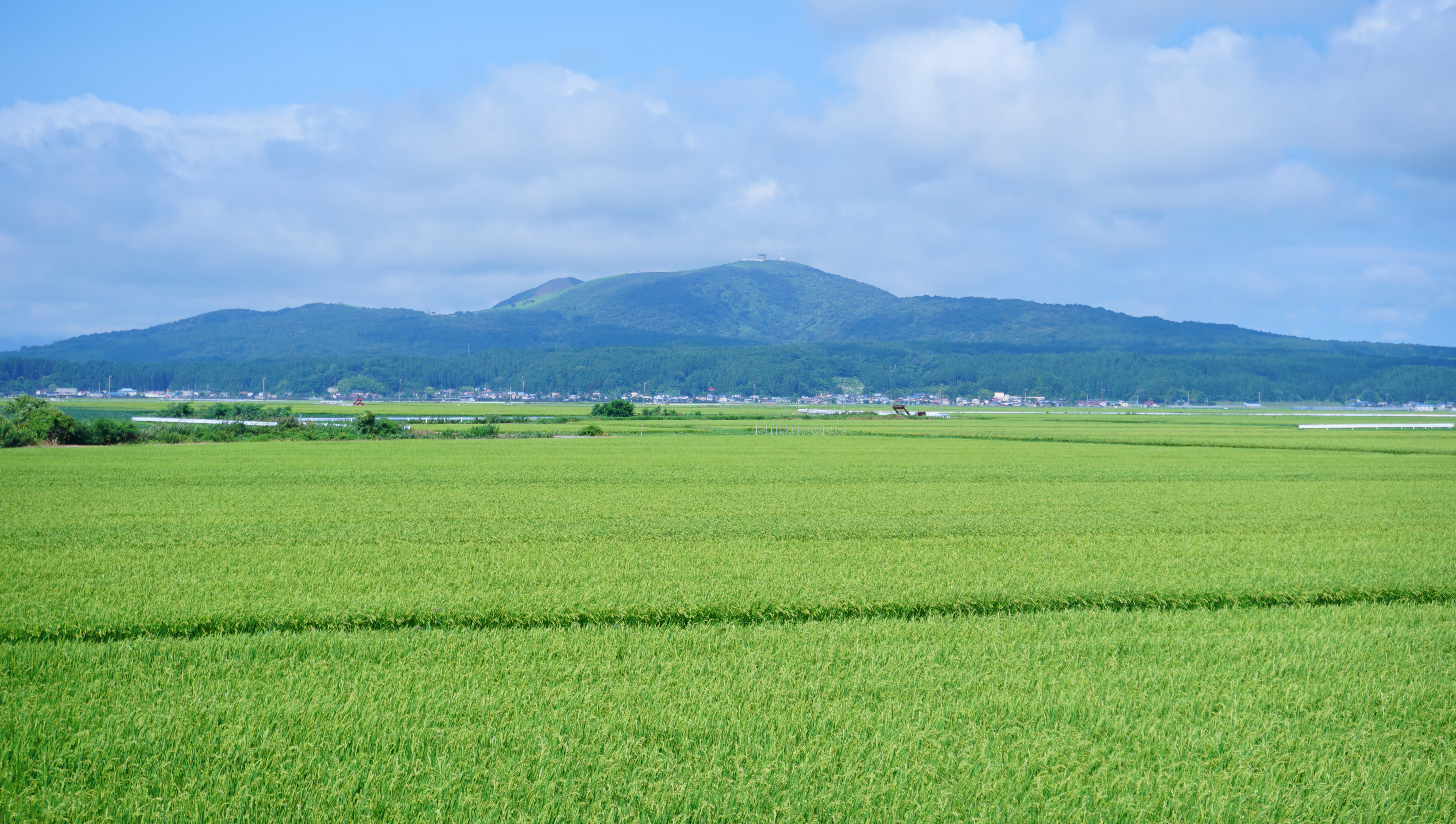
若美地域から望む寒風山